# Vector de ataque (informática)
Un vector de ataque, es un método que utiliza una amenaza para atacar un sistema. Una vez determinado el objetivo a atacar son necesarias una serie de indagaciones previas para determinar cual es el vector de ataque adecuado. Podemos considerar el hallazgo de un vector de ataque como la consecuencia de finalizar con éxito las fases de “reconocimiento” y “escaneo y análisis de vulnerabilidades” 

## Búsqueda del vector de ataque
Para la búsqueda de un vector de ataque son necesarios al menos los siguientes datos:
- Nombre  del  dominio o dirección objetivo del ataque
- Servicios disponibles (principalmente TCP y UDP) en el objetivo del ataque

Ejemplos de actividades relacionadas con la búsqueda del vector de ataque:
- Búsqueda de datos acerca del dominio. Consiste en recabar datos sobre el dominio. Por ejemplo, www.nic.es permite obtener información (como direcciones de DNS, datos del administrador, datos del titular,...)
- Rastreo de rutas de los mensajes. Consiste en el envío de paquetes de red con destino el objetivo y ver los saltos entre equipos hasta alcanzar el destino final. Herramientas típicas para realizar esta tarea son tracert y traceroute
- Escaneo de puertos. Consiste en la comprobación de que puertos del sistema objetivo están disponibles a los usuarios. Herramientas típicas de uso para realizar esta tarea son nmap o los escáneres en línea de puertos como el de la asociación de internautas.
- Análisis de vulnerabilidades. Consiste en buscar vulnerabilidades en un sistema concreto. Herramientas típicas de uso para realizar esta tarea son Shadow  Security Scanner, Retina, OpenVAS y Nessus.